# 徐果错
徐果错（藏語：ཞོ་སྒོར་མཚོ，威利转写：zho sgor mtsho，THL：Zhogor Tso，藏语拼音：Xogor Co，藏语意为“圆开湖”）位于中国西藏自治区那曲市班戈县境内，地处班戈县北部。湖面海拔4595米，面积22.7平方公里。湖区气候干寒，年均气温-4～-2℃，年均降水量300～400毫米。湖水主要靠地表径流补给，集水区面积975.3平方公里。301省道经过湖泊北岸。